# Gilbert de Brionne
Gilbert de Brionne († um 1040) aus der Familie der Rolloniden war Graf von Eu und vielleicht auch Graf von Brionne. Er war der Sohn von Geoffroy de Brionne († wohl 1015) und Enkel des Herzogs Richard I. von Normandie.

## Biografie
Gilbert folgte seinem Onkel in der Grafschaft Eu zu einem unbekannten Zeitpunkt. Dem Historiker Pierre Bauduin folgend ernannte Herzog Robert I. ihn Anfang der 1030er Jahre zum Grafen, wodurch erklärt wäre, wieso er zur gleichen Zeit einen Feldzug im Vimeu gegen seinen Nachbarn Enguerrand I. von Ponthieu führte. Der Geschichtsschreiber Robert von Torigni legt die Übertragung der Grafschaft Eu auf die Zeit kurz vor Gilberts Tod im Jahr 1040.
Darüber hinaus war Gilbert vielleicht auch Graf von Brionne. Dies wird von Ordericus Vitalis bezeugt, jedoch bleibt die Geschichte dieser Grafschaft weitgehend im Dunkel. Sicher ist, dass er sich ab 1032 Graf nennt, ohne dass die Historiker ihm eine Grafschaft zuweisen können. Als Gegner der Familie Giroie stritt er mit ihnen um die Kontrolle des Pays d’Ouche; nach dem Tod von Giroie dem Älteren versuchte er, Montreuil-l’Argillé den Erben wegzunehmen.
Nach der Ermordung des Herzogs Alain III. von Bretagne (1. Oktober 1040) wurde er dessen Nachfolger als Vormund des jungen Herzogs Wilhelm II., selbst aber noch im gleichen Jahr von Robert, dem Sohn Giroies des Älteren, auf Anstiftung seines Vetters Raoul de Gacé ermordet.

## Nachkommen
Gilbert de Brionne hatte mindestens zwei Söhne:
- Richard de Bienfaite (in England : Richard Fitz Gilbert genannt), Seigneur de Bienfaite et d’Orbec, später Lord of Clare und Tonbridge ; er ist der Gründer der mächtigen anglonormannischen Familie Clare
- Baudouin de Meules (in England Baldwin Fitz Gilbert genannt), Seigneur de Meules et du Sap.